# Lytteposten ved Dueodde
Lytteposten ved Dueodde er en tidligere SIGINT-indhentningsstation brugt af Forsvarets Efterretningstjeneste (FE) fra 1961 og frem til januar 2012.
Stationen blev taget i brug i starten af 1960'erne og fungerede frem til lukningen i 2012, dog var Forsvarets Efterretningstjeneste tilstede på Bornholm i en træhytte nær Aakirkeby allerede i 1948.
Anlægget, som var en af Danmarks vigtigste bidrag til NATO-samarbejdet, blev etableret af Forsvarets Efterretningstjeneste under den kolde krig. Anlægget blev anvendt til indhentning af sovjetiske og de øvrige medlemmer af Warszawapagtens elektroniske udsendelser.
Postens mest markante kendetegn er et 70 meter højt tårn af beton hvor der tidligere var installeret avanceret indhentningsudstyr.
Efter sigende kunne lytteposten fra Dueodde opfange radiokommunikation mellem militære enheder helt ned til Tjekkoslovakiet.

## Ny lyttepost
Til erstatning for lytteposten ved Dueodde, opretter Forsvarets Efterretningstjeneste en 85m høj mast ved Østermarie. Det skyldes forholdet til Rusland.

## Oplevelsescenter
Området blev solgt i 2013. Forsvarets Efterretningstjeneste satte i efteråret 2014 anlægget til salg. Bornholmeren Michael Møller købte stedet, oprettede en selvejende institution med Carl Ilsøe som formand, og omdannede det til et oplevelsescenter, som åbnede den 15. juli 2015 og fik navnet Bornholmertårnet.